# Lithodora fruticosa
L'herba de les set sagnies o sanguinària (Lithodora fruticosa) és una mata molt ramificada de la família de les boraginàcies present a l'oest del Mediterrani (est de la península Ibèrica i est d'Occitània), que també es coneix com a aspró, herba de les sagnies o herbeta de la sang. El nom científic del gènere prové de "lithos" (pedra) i "esperma" (llavor).

## Ecologia
Viu a l'Europa mediterrània en zones de matolls secs, sobre substrat bàsic, amb preferència per sòls secs, assolellats i pedregosos i a les garrigues, o sigui, es fa en brolles i comunitats camefítiques, des del nivell del mar fins als 1.780 metres d'altitud.
Als Països Catalans es troba a la Catalunya Nord, i a totes les províncies del Principat i el País Valencià, però manca a les Balears.

## Descripció
És un camèfit, és a dir, els meristemes no superen els 50 cm sobre el nivell del terra (subdivisió: mates fruticoses). És una mata que, com a màxim, pot arribar a mesurar 1 metre d'amplada i uns 50 cm d'alçària.
Presenta una tija de tipus ascendent (també anomenada decumbent), és a dir, primer creix en direcció horitzontal i després verticalment. Les fulles són estretes, semblants a les del romaní, una mica més curtes i cobertes de pèls rígids, que són els que donen el seu tacte aspre. Tant la tija com les fulles presenten una pilositat simple.
Com a característiques distintives té les de tenir les fulles lanceolatolinears sèssils híspides i de corol·la glabrescent. Les fulles tenen el marge revolut. La corol·la és inicialment purpúria i després d'un blau viu. Els fruits fan 4×2 mm. Fa de 10 a 60 cm d'alçada. Floreix de març a juny.

## Farmacologia
- Part utilitzada (droga); S'utilitzen els seus extrems florits.
- Composició química; com a principis actius, les parts aèries d'aquestes plantes contenen, junt a unes matèries flavòniques, unes substàncies actives la naturalesa química de les quals no es coneix bé i que, per exclusió, no es tracta ni de glicòsids ni d'alcaloides. Conté àcid litospèrmic, com totes les plantes d'aquesta família.
- Accions farmacològiques/Propietats; Hipotensora, hipocolesterolemiant, hemostàtica, astringent, antiinflamatori, antisèptica, anticatarral, antihormonal i anovulatori. A més, l'àcid litospèrmic li confereix propietats anticonceptiva i antitiroidea.

El nom popular fa referència a un ús pretesament medicinal per a rebaixar la sang; segons la teoria del signe aquest ús l'indicaria el canvi de color de les flors.